# Dead Horse (노래)
〈Dead Horse〉는 미국의 하드 록 밴드 건즈 앤 로지스가 부른 노래이다. 이 곡은 1991년 발매된 《Use Your Illusion I》에 수록된다. 이 작곡은 리드 보컬인 액슬 로즈가 쓴 기타 리프가 특징인 어쿠스틱 섹션으로 시작한다. 너트크래커 소리에 이어, 일렉트릭 기타들이 곧 노래를 압도하는 더 무거운 부분을 차지하게 된다. 마지막 클라이맥스 코러스가 끝난 후, 다른 막대에 대해 오프닝 섹션은 재조정된다. 그 노래는 빠르게 전달되는 노래를 특징으로 하는 오디오 효과로 끝난다.